# Mare de Falki
Die Mare de Falki (auch: Mare de Falké) ist ein kleiner See in der Gemeinde Mirriah im Süden Nigers.

## Geographie
Die Mare de Falki liegt rund zwei Kilometer südöstlich des Stadtzentrums von Mirriah. An ihrem südlichen beziehungsweise südöstlichen Ufer befinden sich die Dörfer Falki Babba und Falki Kabama. Der See gehört klimatisch zur Sahelzone. Die durchschnittliche jährliche Niederschlagsmenge beträgt hier zwischen 300 und 400 mm.
Das Trockental Zermou verläuft durch den See. Es wird an der etwa 30 Kilometer entfernten Toumbala-Talsperre gestaut. Die Mare de Falki wird im Fall einer Wasserabgabe der Talsperre befüllt. Lokale Bauern, die den See nutzten, beklagten dessen geringere Wasserführung seit der Errichtung der Toumbala-Talsperre und der ebenfalls am Zermou gelegenen Kassama-Talsperre. Grundsätzlich weist die Mare de Falki eine stark schwankende Wasserführung auf. Im Jahr 2016 belief sich die Fläche des Sees auf rund 96 bis 440 Hektar und im Jahr 2020, als es mehr Niederschläge gab, auf rund 114 bis 537 Hektar.

## Ökologie
Zu den an der Mare de Falki beobachteten Vogelarten zählen:
- Blaustirn-Blatthühnchen (Actophilornis africanus)
- Graureiher (Ardea cinerea)
- Mittelreiher (Ardea intermedia)
- Schwarzhalsreiher (Ardea melanocephala)
- Purpurreiher (Ardea purpurea)
- Rallenreiher (Ardeola ralloides)
- Kuhreiher (Bubulcus ibis)
- Zwergstrandläufer (Calidris minuta)
- Kampfläufer (Calidris pugnax)
- Flussregenpfeifer (Charadrius dubius)
- Rohrweihe (Circus aeruginosus)
- Seidenreiher (Egretta garzetta)
- Bekassine (Gallinago gallinago)
- Teichralle (Gallinula chloropus)
- Rotflügel-Brachschwalbe (Glareola pratincola)
- Silberadler (Hieraaetus wahlbergi)
- Stelzenläufer (Himantopus himantopus)
- Schwarzmilan (Milvus milvus migrans / parasitus / aegyptius)
- Sichler (Plegadis falcinellus)
- Höckerglanzgans (Sarkidiornis melanotos)
- Löffelente (Spatula clypeata)
- Knäkente (Spatula querquedula)
- Heiliger Ibis (Threskiornis aethiopicus)
- Bruchwasserläufer (Tringa glareola)
- Grünschenkel (Tringa nebularia)
- Waldwasserläufer (Tringa ochropus)
- Teichwasserläufer (Tringa stagnatilis)
- Rotschenkel (Tringa totanus)
- Spornkiebitz (Vanellus spinosus)
- Schwarzschopfkiebitz (Vanellus tectus)[7]

## Wirtschaftliche Bedeutung

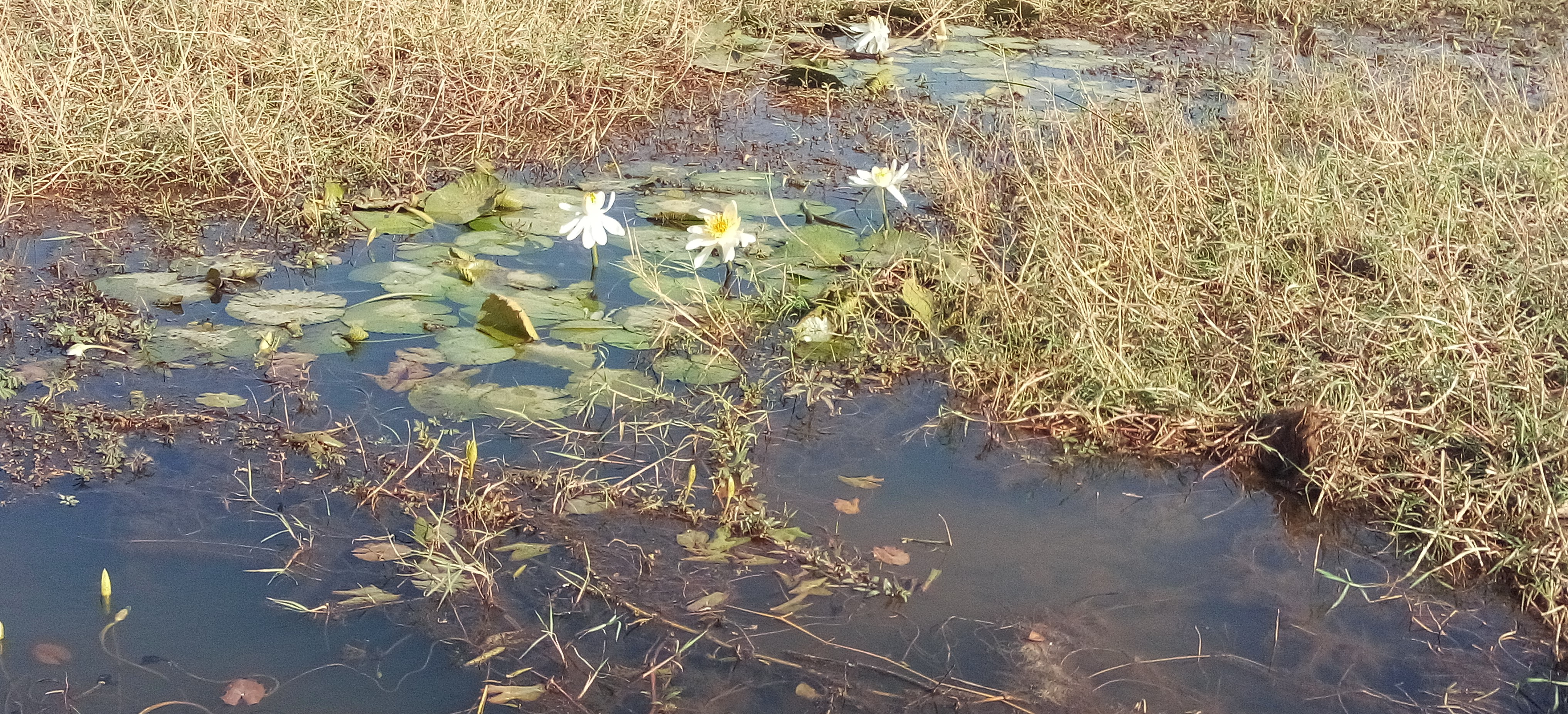
Wasserpflanzen in der Mare de Falki (2021)

Die Bevölkerung vor Ort nutzt die Mare de Falki zur landwirtschaftlichen Bewässerung und zum Tränken von Vieh, ferner zur Ziegelherstellung, zum Wäschewaschen und für weitere haushaltliche Zwecke. Es gibt eine kleine Gruppe lokaler Fischer, hinzu kommen solche, die aus Nigeria anreisen. Die Fischerei wird mit sehr einfachen Mitteln betrieben. Es werden auch ein paar wenige Pirogen genutzt, die als gora bezeichnet werden.